# Naama
Pogledajte također "Naama (kraljica)".
Prema Bibliji, Naama je bila jedina kći i najmlađe dijete Lameka, a majka joj je bila Sila. Naama je bila polusestra Jabala i Jubala, te sestra Tubal-Kajina. Ime joj znači "užitak".
Smatra se da je Naama možda bila žena svog rođaka Noe (u čije se vrijeme zbio opći potop) i majka Šema, Jafeta i Hama. Ipak, ona u Bibliji nije tako opisana. Druga je teorija da je Naama bila žena Noinog sina Hama.
U kabalističkim tradicijama, ženski demon po imenu Naama identičan je Naami, Lamekovoj kćeri. 